# Canton de Montagrier
Le canton de Montagrier est une ancienne division administrative française située dans le département de la Dordogne, en région Aquitaine.

## Historique
Le canton de Montagrier est l'un des cantons de la Dordogne créés en 1790, en même temps que les autres cantons français. Il a d'abord été rattaché au district de Ribérac avant de faire partie de l'ancien arrondissement de Ribérac du 17 février 1800 au 10 septembre 1926, date de la suppression de cet arrondissement. À cette dernière date, il a été rattaché, avec six autres cantons, à l'arrondissement de Périgueux.
De 1833 à 1848, les cantons de Montagrier et de Verteillac avaient le même conseiller général. Le nombre de conseillers généraux était limité à 30 par département.

### Redécoupage cantonal de 2014-2015
Par décret du 21 février 2014, le nombre de cantons du département est divisé par deux, avec mise en application aux élections départementales de mars 2015. Le canton de Montagrier est supprimé à cette occasion. La commune de Celles est alors rattachée au canton de Ribérac, et les dix autres communes au canton de Brantôme.

## Géographie
À mi-chemin entre Périgueux et Ribérac, ce canton rural était organisé autour de Montagrier dans l'arrondissement de Périgueux. 
Son altitude variait de 61 m (Celles) à 232 m (Tocane-Saint-Apre) pour une altitude moyenne de 112 m.

## Représentation

### Conseillers généraux de 1833 à 2015
Avant 1833, les conseillers généraux étaient désignés, et ne représentaient pas un canton déterminé.
| Période    | Période           | Identité                     | Étiquette    | Qualité |
| ---------- | ----------------- | ---------------------------- | ------------ | --- |
| 1833       | 1848              | Jean Noël de Jean de Jovelle |              | Propriétaire du château de Fongrenon, maire de Cercles                                                                   |
| 1848       | 1851 (décès)      | François Numa Dufraisse      |              | Médecin à Ribérac |
| 1851       | 1879              | Léon Moreaud                 |              | Médecin - Maire de Tocane-Saint-Apre                                                                                     |
| 1879       | 1892              | Léonce Bardi de Fourtou      | Droite       | Propriétaire et avocat à Ribérac                                                                                         |
| 1892       | 1917 (décès)      | Antoine Puygauthier          | Rad.         | Médecin - Maire de Tocane-Saint-Apre (1896-1917), conseiller d'arrondissement                                            |
| 1917       | 1919              | siège vacant                 |              | |
| 1919       | 1922              | Robert Brunet                |              | Médecin - Maire de Tocane-Saint-Apre (1918-1922)                                                                         |
| 1922       | 1940              | Charles Roby                 | Rad.         | Vétérinaire Maire de Tocane-Saint-Apre (1922-1945)                                                                       |
|            |                   |                              |              | |
| 1945       | 1979              | Pierre Andrieu               | SFIO puis PS | Ingénieur T.P.E. Maire de Paussac-et-Saint-Vivien (1945-1987) Sénateur suppléant (1962-1980)                             |
| 1979       | 1985              | Jean Delahaye                | PS           | Commissaire aux comptes Maire de Douchapt                                                                                |
| 1985       | 1992              | Henri Lacour                 | RPR          | Agriculteur Maire de Grand-Brassac                                                                                       |
| 1992       | mars 2008 (décès) | Michel Debet                 | PS           | Directeur du Centre Départemental de Documentation Pédagogique Député (2007-2008) Maire de Tocane-Saint-Apre (1981-2007) |
| avril 2008 | 2015              | Jeannik Nadal                | PS           | Professeur Maire de Saint-Victor (1989-2020) Président de la communauté de communes du Val de Dronne (2003-2013)         |

### Conseillers d'arrondissement (de 1833 à 1940)
Le canton de Montagrier faisait partie de l'arrondissement de Ribérac jusqu'à sa disparition en 1926
| Période                                  | Période | Identité                  | Étiquette                 | Qualité |
| ---------------------------------------- | ------- | ------------------------- | ------------------------- | --- |
| Les données manquantes sont à compléter. |         |                           |                           | |
| 1833                                     | 1848    | Sicaire Fargeot           |                           | Notaire, suppléant de la justice de paix, maire de Saint-Apre                                               |
|                                          |         |                           |                           | |
| 1852                                     | 1858    | M. Durjeux                |                           | |
| 1858                                     | 1883    | Augustin Révolte-Bellisle | Droite                    | Avocat, maire de Celles                                                                                     |
| 1883                                     | 1889    | Antoine Puygauthier       | Républicain opportuniste  | Médecin, Tocane-Saint-Apre                                                                                  |
| 1889                                     | 1892    | M. Lavaure                | Républicain révisionniste | |
| 1892                                     | 1901    | Pierre Berbiguié          | Républicain               | Notaire à Paussac                                                                                           |
| 1901                                     | 1919    | Pierre Nadal              | Républicain               | Maire de Montagrier                                                                                         |
| 1919                                     | 1925    | Aristide Pappon           |                           | Propriétaire agriculteur à Tocane-Saint-Apre, suppléant du juge de paix                                     |
| 1925                                     | 1940    | Henri Charles             | Radical                   | Propriétaire, maire de Grand-Brassac                                                                        |
| 1940                                     |         |                           |                           | Les conseils d'arrondissement ont été suspendus par la loi du 12 octobre 1940 et n'ont jamais été réactivés |

Sources : "Annuaires et calendriers 1789-1842 " sur le site des archives départementales de la Dordogne. https://archives.dordogne.fr/r/72/fonds-imprimes/annuaires-et-calendriers?arko_default_6076b1c79b335--ficheFocus=

## Composition
Le canton de Montagrier regroupait onze communes et comptait 4 796 habitants (population municipale) au 1er janvier 2011.
| Communes                | Population (2012) | Code postal | Code Insee |
| ----------------------- | ----------------- | ----------- | ---------- |
| Celles                  | 559               | 24600       | 24090      |
| Chapdeuil               | 142               | 24320       | 24105      |
| Creyssac                | 89                | 24350       | 24144      |
| Douchapt                | 316               | 24350       | 24154      |
| Grand-Brassac           | 525               | 24350       | 24200      |
| Montagrier              | 500               | 24350       | 24286      |
| Paussac-et-Saint-Vivien | 441               | 24310       | 24319      |
| Saint-Just              | 126               | 24320       | 24434      |
| Saint-Victor            | 203               | 24350       | 24508      |
| Segonzac                | 208               | 24600       | 24529      |
| Tocane-Saint-Apre       | 1 687             | 24350       | 24553      |

## Démographie
| 1962  | 1968  | 1975  | 1982  | 1990  | 1999  | 2006  | 2011  | 2012  |
| ----- | ----- | ----- | ----- | ----- | ----- | ----- | ----- | ----- |
| 5 019 | 4 625 | 4 425 | 4 280 | 4 169 | 4 335 | 4 622 | 4 796 | 4 814 |